# جمال الدين البخاري
جمال الدين محمد بن طاهر بن محمد الزيدي البخاري (بالفارسية: جمال‌الدین بخاری) المعروف بجمال الدين البخاري هو عالم فلك مسلم من بخارى عاش بالقرن الثالث عشر. أصله من أوزبكستان، وانتقل إلى بكين في خدمة قوبلاي خان لإنشاء مركز إسلامي للأبحاث الفلكي يعمل بالتوازي مع نظيره الصيني. وكان قوبلاي قد سمح بالمراقبة الفلكي الصينية والتنجيم تحت مراقبة العلماء المسلمين.
ويرجع الفضل إليه في الحصول على سبعة أدوات فلكية لقوبلاي خان منها الأسطرلاب الفارسي)، والكرة الأرضية وذات الحلق في 1267..

## الهوامش
1. ↑  Zhu & Fuchs 1946، صفحة 4
2. ↑  Morris Rossabi (28 Nov 2014). From Yuan to Modern China and Mongolia: The Writings of Morris Rossabi (بالإنجليزية). BRILL. pp. 281–. ISBN:978-90-04-28529-3. Archived from the original on 2016-06-17.